# Diamantina
Diamantina brazil város Minas Gerais államban, Belo Horizontétól 200 km-re északra. Lakosainak száma kb. 44000.

## Történelem
Arraial do Tijucót (ez volt Diamantina első neve) a gyarmati időkben, 1729-ben alapították. Mint nevéből is látszik, Diamantina a gyémántbányászat centruma volt a 18. és a 19. században, bár létrejöttét az aranynak köszönheti, az aranyásók a gyémántot sokáig értéktelen köveknek hitték. Történelmi belvárosa mint a brazil barokk építészet egyik megkapó példája került fel az UNESCO világörökségi listájára, Ouro Pretóhoz hasonlóan. A városban 14 templom áll.

## A város szülöttei
- Chica da Silva
- Helena Morley, 1880-ban született írónő
- Juscelino Kubitschek de Oliveira, 1956-1961 között Brazília elnöke